# Bruno Porten
Bruno Johannes Porten (* 4. September 1896 in Köln; † nach 1935) war Philologe und Journalist im Rheinland und in der Freien Stadt Danzig.

## Leben
Nach dem Schulbesuch war Bruno Porten Soldat im Ersten Weltkrieg. Danach studierte er Philologie, Germanistik und Geschichte. 1922 promovierte er in Bonn und erlangte die facultae docendi (Lehrerlaubnis).
Nach einjähriger Lehrtätigkeit wechselte Porten in die Journalistentätigkeit. Er arbeitete zunächst im Rheinland und kam im November 1925 nach Danzig als Redakteur an die Danziger Landeszeitung der katholischen Zentrumspartei. Er unterrichtete in dieser Zeit auch an der Volkshochschule Systematik und Geschichte des Zeitungswesens.
Etwa 1928 zog Bruno Porten wieder in das Rheinland. 1929 verlegte er ein Buch in Opladen im Verlag der Bergischen Post. Ende 1935 war er verantwortlicher Schriftleiter der Allgemeinen Zeitung für den unteren Rhein-Wupper-Kreis, die zu dieser Zeit ihr Erscheinen einstellte. Sein weiteres Leben ist unbekannt.

## Schriften
- Untersuchungen über die Stellungsgesetze des Verbum finitum in Ciceros Reden, Briefen und philosophischen Schriften und über ihr gegenseitiges Verhaeltnis, Dissertation, 1922
- Die Stellungsgesetze des verbum finitum bei Cicero und ihre psychologischen Grundlagen, Herold-Verlag, Köln 1922 (Auszüge aus der Dissertation)
- Michael Christoph Hanow (1695–1773) und die Anfänge der kommunalen Statistik, Opladen, Bergische Post, 1925